# Start-1
Pour les articles homonymes, voir Start.
Start-1 est un lanceur de satellite russe, développé à partir du missile balistique intercontinental RT-2PM Topol conçu à l'époque de l'Union soviétique par l'Institut de technologie thermique de Moscou.

## Histoire
Le lanceur Start-1 tire son nom du Traité de réduction des armes stratégiques (START I) entre les États-Unis et l'Union soviétique. Le traité START-1 appelait les deux parties à limiter leurs arsenaux nucléaires à 6 000 ogives nucléaires avec un total de 1 600 ICBM, SLBM, et bombardiers, qui conduit à un excédent d'ICBM des deux côtés. Après l'effondrement de l'Union soviétique, la Russie prit la responsabilité de l'exécution du traité en disposant de certains de ses missiles en tant que véhicules de lancement, qui était l'une des méthodes de « recyclage » autorisées par le traité.
La modification des missiles en véhicules de lancement a été effectué par l'Institut de Moscou de la technologie thermique, d'ailleurs le même organisme qui a conçu le missile Topol-M. 
Le 25 mars 1993 (13:15 GMT), la première fusée Start-1 a été lancée depuis le cosmodrome de Plesetsk avec un satellite militaire. Le premier lancement commercial a été mené près de quatre ans plus tard, le 4 mars 1997, à partir du cosmodrome de Svobodny avec une charge utile de Russie. Depuis ce temps, tous les vols de la Start-1 ont été réalisés à partir de Svobodny. Aujourd'hui, c'est la société russe ZAO Puskovie Services qui gère le programme Start-1.
Le vol le plus notable de la fusée Start-1 a été réalisé le 25 avril 2006 avec le lancement du satellite israélien EROS B pour observation de la Terre. Le lancement a reçu une couverture plus étendue que d'habitude en raison des tensions entre Israël et l'Iran à l'époque. Alors que le satellite EROS B est commercial, son principal client est le gouvernement israélien, qui pouvait l'utiliser pour espionner les militaires iraniens et leur installations nucléaires.

## Description
Le lanceur Start-1 est dérivé du missile RT-2PM Topol. Les trois premiers étages du missiles Topol sont utilisés dans la fusée Start-1. Le quatrième étage, a été spécialement mis au point par l'Institut de technologie thermique de Moscou. La charge utile remplace la place de l'ogive nucléaire. En plus, une propulsion supplémentaire (PBPS) a été ajoutée sur le quatrième étage. Le PBPS assure la propulsion au moyen d'un propergol solide générateur de gaz d'azote. Le gaz passe par trois paires de buses qui peuvent pivoter afin de manœuvrer la charge utile.
La fusée est unique parmi les véhicules de lancement car sa plate-forme de lancement est mobile, permettant à la fusée d'être potentiellement lancée à partir de n'importe où. La fusée Start-1 est lancée à partir d'un « transport/érecteur/lanceur » (transporter erector launcher, ou TEL). Le TEL est un énorme véhicule à quatorze roues, dont six pour le pivot de direction. La fusée est transportée à l'intérieur d'un bras mobile de lancement porté sur le véhicule. Le bras se compose d'une fermeture hermétique en composite qui protège la fusée des variations de température et de l'humidité. Le bras se trouve au milieu du véhicule coupant la cabine du conducteur en deux.
Pour le lancement, le TEL se positionne et déploie quatre vérins stabilisateurs sur le sol. Environ 90 secondes avant le lancement, la protection de la fusée est enlevée. Le bras de maintien est ensuite porté à une position verticale. Au cours de la séquence de lancement, du gaz comprimé est utilisé pour le lancement de la fusée. Une fois que la fusée atteint une hauteur d'environ 30 mètres (la hauteur du sommet du bras, en position verticale), les moteurs du premier étage démarrent. Le temps de la première phase d'allumage jusqu'à la séparation des engins spatiaux est d'environ 15 minutes.

## La version Start
Une version de la fusée Start-1, tout simplement appelé Start, a été développée en parallèle du programme Start-1. Start diffère de Start-1 car elle utilise le deuxième étage de la Start-1 deux fois, ce qui lui donne un total de cinq étages. Avec l'étage supplémentaire, la charge utile sur orbite basse passe à 850 kg. 
Le premier  et, à ce jour, seul  lancement de la fusée Start a eu lieu le 28 mars 1995 depuis le cosmodrome de Plesetsk. Le lanceur embarquait 3 satellites : le satellite israélien Gurwin, le satellite expérimental EKA et le satellite radio-amateur Oscar 29 construit par une université du Mexique. La fusée, toutefois, a explosé peu après le décollage et les débris sont retombés dans la mer d'Okhotsk. Les autorités russes ont fourni peu d'informations  sur les causes de l'échec. Il s'agit à ce jour du seul vol d'une fusée Start.

## Lancement
| N° vol | Date lancement   | Version du lanceur | Site lancement         | Satellite                   | Nature charge utile                        | Masse charge utile | Orbite                | Commentaires                                                          |
| ------ | ---------------- | ------------------ | ---------------------- | --------------------------- | ------------------------------------------ | ------------------ | --------------------- | --------------------------------------------------------------------- |
| 1      | 25 mars 1993     | Start-1            | Cosmodrome de Plesetsk | EKA 1                       | ?                                          | ?                  | ?                     | Succès                                                                |
| 2      | 28 mars 1995     | Start              | Cosmodrome de Plesetsk | Unamsat a, Techsat 1, EKA 2 | 2 satellites de radio amateur              | ?                  | ?                     | Échec La séparation des quatrième et cinquième étages n'a pas eu lieu |
| 3      | 4 mars 1997      | Start-1.2          | Cosmodrome de Svobodny | Zeya                        | Radio satellite militaire                  | 87 kg              | ?                     | Succès                                                                |
| 4      | 24 décembre 1997 | Start-1            | Cosmodrome de Svobodny | Earlybird 1                 | L'observation de la Terre par un satellite | 317 kg             | Orbite héliosynchrone | Succès                                                                |
| 5      | 6 décembre 2000  | Start-1            | Cosmodrome de Svobodny | EROS-A                      | L'observation de la Terre par un satellite | 250 kg             | Orbite héliosynchrone | Succès                                                                |
| 6      | 20 février 2001  | Start-1            | Cosmodrome de Svobodny | Odin                        | Satellite télescope pour l'astronomie      | 250 kg             | Orbite héliosynchrone | Succès                                                                |
| 7      | 25 avril 2006    | Start-1            | Cosmodrome de Svobodny | EROS-B                      | L'observation de la Terre par un satellite | 350 kg             | Orbite héliosynchrone | Succès                                                                |